# Montequinto
Quinto, comúnmente denominado Montequinto, es un distrito perteneciente al municipio de Dos Hermanas, en la provincia de Sevilla, España y colindante con la capital andaluza. El 1 de enero de 2022 contaba con 35 782 habitantes censados, de los cuales 17 419 son hombres y 18 363 mujeres. La extensión de su superficie es de 4,5 km² y posee una densidad de 397,58 hab/km².

## Ubicación
Quinto está situado a una altitud de 50 m, a 7 km del centro de Dos Hermanas y a menos de 3 km del centro de la capital de Sevilla. Geográficamente, se halla en la depresión del río Guadalquivir. Está situado al sureste de Sevilla capital, a la cual está unida por la autovía A-376 y por la Línea 1 del metro de Sevilla. En torno a su barrio original, Montequinto, se han ido configurando diversos núcleos residenciales.
| Sevilla (hacia Bermejales)  | Sevilla (hacia Nervión)     | Sevilla (hacia Sevilla Este) |
| Sevilla (hacia Bellavista)  |                             | Alcalá de Guadaíra           |
| Entrenúcleos (Dos Hermanas) | Entrenúcleos (Dos Hermanas) | Dos Hermanas                 |

## Historia de Quinto (Montequinto)
Quinto (Montequinto), distrito perteneciente al municipio de Dos Hermanas (Sevilla), tiene una historia rica y variada que se extiende desde la época romana hasta su transformación en un núcleo urbano moderno.

### Época Romana
El área donde se encuentra Quinto (Montequinto) tuvo su primer gran desarrollo durante la época romana, en el contexto del auge de la Vía Augusta, una importante calzada que conectaba el sur de Hispania con Roma. Este eje de transporte facilitó el establecimiento de asentamientos en la región, dedicados principalmente a la agricultura y al comercio. Las fértiles tierras del área fueron aprovechadas para la producción agrícola destinada tanto al consumo local como al comercio a través de la Vía Augusta. 

### Edad Media
Durante el periodo islámico, la región de Quinto (Montequinto) formó parte del sistema agrario que rodeaba a la ciudad de Ishbiliya (actual Sevilla). Los musulmanes implementaron sistemas avanzados de irrigación y cultivaron las tierras de manera intensiva. Tras la Reconquista cristiana en el siglo XIII, estas tierras pasaron a manos de la Corona de Castilla y se integraron en las redes económicas feudales. Se desarrolló una economía basada en la ganadería y la agricultura extensiva, marcando el inicio de una etapa de lento desarrollo. 

### Siglos XVI al XVIII
A lo largo de los siglos XVI y XVII, Quinto (Montequinto) y sus alrededores permanecieron como un área predominantemente agrícola, con una población dispersa y dedicada a la producción de trigo, olivo y vid. Durante este tiempo, el área experimentó varios cambios en la propiedad de las tierras, pasando a manos de diferentes familias nobles y órdenes religiosas que influyeron en la organización del territorio. 

### SigloXIX
La desamortización de Mendizábal en el siglo XIX marcó un punto de inflexión en la historia de Quinto (Montequinto). Las tierras anteriormente controladas por instituciones religiosas fueron privatizadas, lo que generó una redistribución de la propiedad. Aunque el área siguió siendo rural, la expansión de Sevilla y el desarrollo de nuevas infraestructuras comenzaron a influir en el crecimiento de Quinto (Montequinto).

### SigloXX
El verdadero crecimiento de Quinto (Montequinto) se dio a partir de la segunda mitad del siglo XX. En los años 70, el Ayuntamiento de Dos Hermanas implementó un plan de ordenación territorial que incluyó la construcción de urbanizaciones, servicios básicos y centros educativos, transformando a Quinto (Montequinto) en una zona residencial emergente. Este proceso fue impulsado por la cercanía a Sevilla y la creciente demanda de viviendas en la periferia.
El desarrollo del transporte público, particularmente la conexión con Sevilla mediante el metro de Sevilla en el siglo XXI, consolidó a Quinto (Montequinto) como una extensión de la ciudad, ofreciendo un entorno moderno y bien comunicado. En esta etapa, la población creció significativamente, y se añadieron centros culturales, parques y otras infraestructuras que redefinieron el perfil de la zona.

### Actualidad
En la actualidad, Quinto es un distrito que combina su historia con un desarrollo urbano dinámico. A pesar de su modernización, conserva algunos vestigios de su pasado, como menciones históricas a la región en textos antiguos. Su transformación en una urbe cosmopolita refleja la capacidad de esta área para adaptarse a los cambios a lo largo del tiempo, manteniendo su identidad mientras se integra plenamente en la estructura metropolitana de Sevilla.

## Núcleos residenciales
El distrito de Quinto ha crecido exponencialmente en las últimas décadas y muestra de ello son los nuevos núcleos que han ido desarrollándose a partir del inicial.
Montequinto (Centro) : núcleo inicial, es un conjunto de viviendas familiares, generalmente en bloque de pisos, que constituye el centro del barrio. Desde su arteria principal, la avenida de Montequinto, confluyen algunas de las calles más destacables de Quinto. Congrega algunas de las infraestructuras esenciales del distrito, tales como su mercado de abastos, el centro de salud I, y la oficina de correos. Existen diversas ofertas educativas, públicas y privadas, así como deportivas. También cuenta con una estación del metro de Sevilla (Montequinto), parada de taxis y múltiples paradas de autobús interurbano.
Condequinto: al otro lado de la A-376 se halla el núcleo de Condequinto. Congrega un edificio de oficinas "Palmera Center", restauración, supermercados... El plan urbano de Condequinto se basa en los chalets y adosados unifamiliares. Podemos encontrar también la Residencia Universitaria Rosario Valpuesta y un cómodo acceso en coche, bicicleta y a pie a la Universidad Pablo de Olavide. Cuenta con una estación de metro de Sevilla (Condequinto) y en sus límites con el municipio de la capital de Sevilla hallamos la estación Pablo de Olavide. Condequinto cuenta con el popular Real Sevilla Golf y las villas de lujo que lo rodean, donde viven personajes célebres como el presidente de la Junta de Andalucía Juanma Moreno o múltiples jugadores de fútbol de los clubes hispalenses Sevilla FC y Real Betis.
Zona avenida de Europa: es la zona de mayor crecimiento en los últimos años, coincidente con la construcción por parte de Bekinsa de decenas de residenciales como los "Paraísos" o el reciente "Edificio Metro Europa". Desde la zona baja de la Avenida de Europa, donde hallamos residenciales de nueva construcción, el Cinequinto y la estación de metro Europa, este núcleo se extiende hasta la zona alta de Quinto. Encontramos las sedes de los clubes deportivos más importantes del distrito, entre los que destacan a nivel nacional el Balonmano Montequinto (con sede en el pabellón municipal) y el Club Waterpolo Dos Hermanas (con sede en el Centro Acuático de Montequinto), y a nivel autonómico el CD Montequinto en fútbol, el club Correcaminos en atletismo liderado por la atleta olímpica quinteña Carolina Robles, el Club de Natación, entre otros. También es muy amplia la oferta de ocio, restauración y servicios en la Zona de Europa. El pulmón principal de Quinto, el Parque de los Pinos, se encuentra en la Av. Europa.

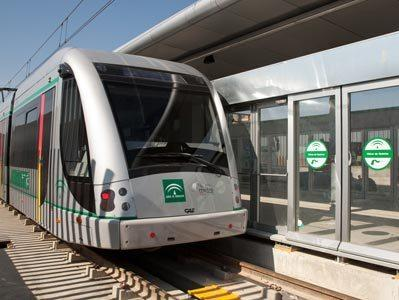
Ferrocarril del Metro de Sevilla en la estación de Olivar de Quintos.

Los Cerros: limitando con la zona de Europa mediante la calle París, vía que ha adquirido relevancia al confluir en ella múltiples servicios y escuelas (de idiomas, artísticas, musicales). En Los Cerros hallamos la Hacienda de Quinto, complejo perteneciente a la Junta de Andalucía. En este núcleo encontramos paradas del Metrobús eléctrico con Dos Hermanas y del interurbano con la capital. Los Cerros alterna viviendas unifamiliares con residenciales de pisos de reciente construcción.
Olivar de Quinto: la zona más alta de Quinto y limítrofe con Entrenúcleos, el nuevo distrito de Dos Hermanas que cuenta con cientos de proyectos de nueva construcción. La mayor parte de las viviendas son unifamiliares, y hallamos zonas de ocio, restauración, la nueva Basílica Juan Pablo II, centros educativos... Cuenta con su propia estación de metro (Olivar de Quintos) que es, además, estación terminal y un centro de salud (el segundo del distrito).

## Servicios
Quinto (Montequinto) destaca por su amplia oferta de servicios de todo tipo, haciendo del distrito un núcleo solvente que dota a sus vecinos de todas las facilidades necesarias.
| Transportes                          | Transportes         | Transportes  | Transportes       | Transportes           | Transportes     |
| ------------------------------------ | ------------------- | ------------ | ----------------- | --------------------- | --------------- |
| Línea 1 Metro Sevilla (4 estaciones) | Autobús Interurbano | Taxi Sevilla | Taxi Dos Hermanas | Metrobús Dos Hermanas | Ciclovía urbana |

- Línea 1 del Metro Sevilla:

| Ciudad Expo - Olivar de Quintos |
| Ciudad Expo · Cavaleri · San Juan Alto · San Juan Bajo · Blas Infante · Parque de los Príncipes · Plaza de Cuba · Puerta Jerez · Prado de San Sebastián · San Bernardo · Nervión · Gran Plaza · 1.º de Mayo · Amate · La Plata · Cocheras · Guadaíra · Pablo de Olavide · Condequinto · Montequinto · Europa · Olivar de Quintos · |

*Destacadas las cuatro estaciones situadas en el distrito quinteño.
Deportes más destacables en Quinto (Montequinto)
- Clubes de fútbol de nivel autonómico
- Escuela de atletismo de Carolina Robles de nivel autonómico
- Escuela deportiva del Ayto.
- Escuela de artes marciales local
- Club Waterpolo Dos Hermanas de nivel nacional
- Club Deportivo Escolapios Montequinto de nivel nacional
- Club Natación Dos Hermanas de nivel nacional
- Escuela de Karate y Hapkido de nivel autonómico
- Asociaciones privadas de deportes de raqueta
- Escuela de voleibol local

Junto al distrito de Quinto encontramos las Ciudades Deportivas de los dos equipos de primera división de la ciudad hispalense. Dirección Sevilla desde Quinto encontramos la ciudad deportiva José Ramón Cisneros Palacios (del Sevilla FC) y dirección Dos Hermanas se está construyendo la nueva ciudad deportiva del Real Betis Balompié.
Instituciones educativas de Quinto (Montequinto)
- 24 centros ofertan educación infantil

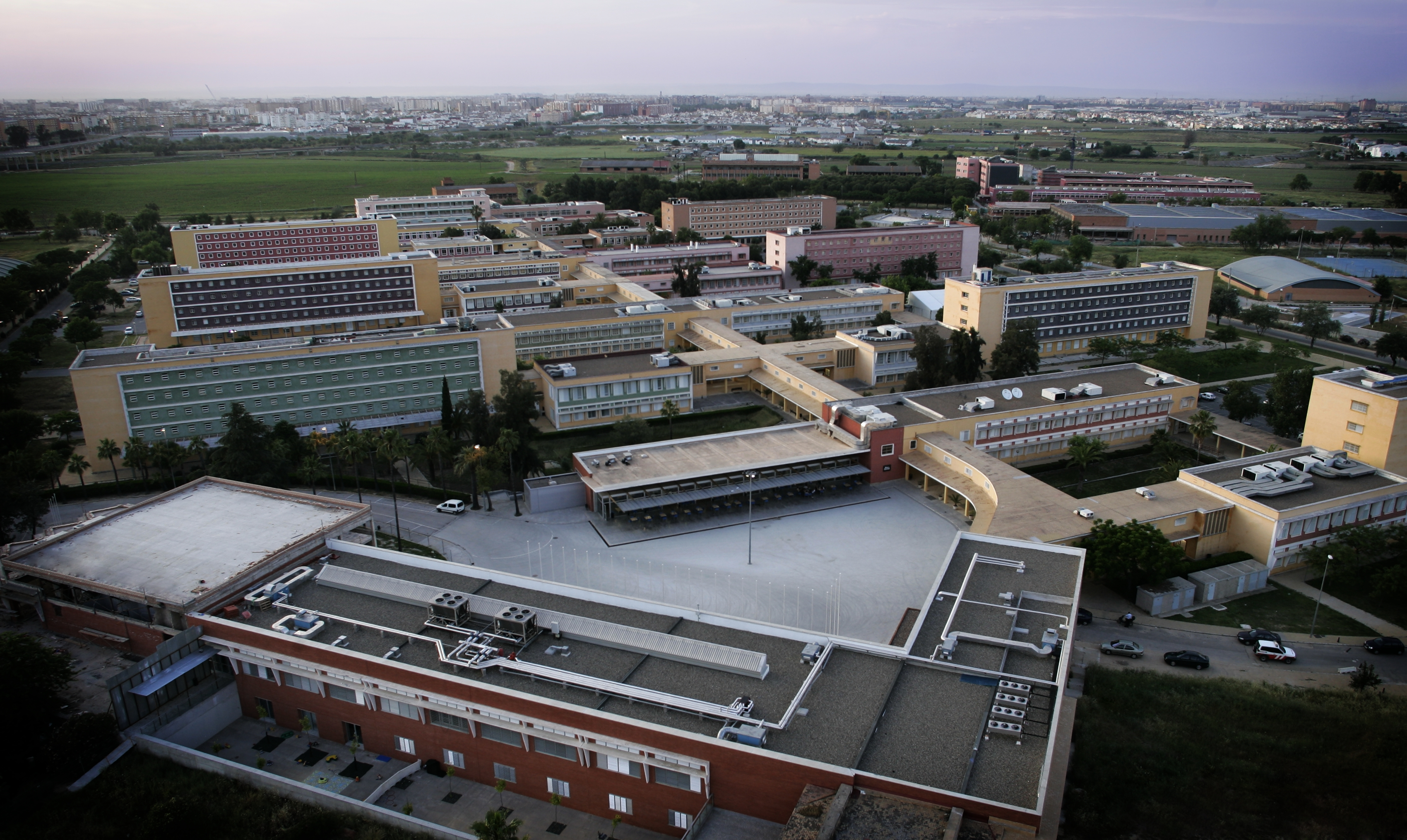
Universidad Pablo de Olavide, a 3 minutos a pie de Condequinto

- 11 centros ofertan educación primaria
- 8 centros ofertan Educación Secundaria Obligatoria
- 2 centros ofertan formación profesional
- 6 centros ofertan bachillerato
- 6 centros ofertan enseñanza bilingüe (inglés)

 Además de los centros educativos propios del distrito, este se encuentra conectado a algunas de las instituciones universitarias más importantes del ámbito nacional. Limítrofe con Quinto se halla la Universidad Pablo de Olavide y la Universidad Loyola Andalucía. Asimismo, las distintas facultades de la Universidad de Sevilla se encuentran conectadas a través de transporte público .
| Sanidad                     | Sanidad                          | Sanidad                                 | Sanidad                  | Sanidad                  |
| --------------------------- | -------------------------------- | --------------------------------------- | ------------------------ | ------------------------ |
| Centro de salud Montequinto | Centro de salud Olivar de Quinto | Centro Médico Ntra. Sra. de los Ángeles | Centro Médico Al-Ándalus | Centro Médico Los Cerros |

*En negrita los dos centros de salud públicos del distrito dependientes del H.U. Vírgen del Rocío.
Restauración y ocio nocturno
La oferta de restauración es muy amplia en todo el distrito. Aúna desde la cocina tradicional española y andaluza, hasta la cocina internacional. Además de los bares arraigados en la comunidad quinteña que llevan décadas al servicio de los vecinos, son muchos los nuevos establecimientos que ofrecen una cocina moderna y ajustada a la frenética actualización gastronómica. Por otro lado, la vida nocturna se mantiene viva gracias a la extensa zona de pubs que encontramos en el distrito.
Asimismo son múltiples las franquicias que han decidido implantarse en Quinto (Montequinto).

## Lugares de Interés
Ermita de Nuestra Señora de los Ángeles: está a las afueras de Quinto. La ermita está situada en un paraje de Olivar, próximo a la autovía municipal que enlaza los cascos urbanos de Dos Hermanas y Quinto.
Hacienda de Quinto: reconstruida y perteneciente a la Junta de Andalucía como Complejo Agroalimentario.
Gran Hipódromo de Andalucía: que, a su vez, tiene su entrada principal y zona de aparcamientos junto a la autovía antes mencionada. El Gran Hipódromo sirve de nexo entre los distritos nazarenos de Entrenúcleos y de Quinto. Durante la pandemia por la Covid-19 ha servido como centro de vacunación de la población sevillana.
Parque de los Pinos: el mayor pulmón de Quinto (Montequinto), cuyo acceso principal se encuentra en la Av. de Europa. Con más de 8 hectáreas verdes engloba actividades infantiles, circuito de biosaludables y calestenia, pistas deportivas, así como un parque canino, restauración y merenderos.
Mercado de Abastos: en el centro del distrito, con décadas en activo, es todo un referente para los vecinos.
Toda la zona comprendida entre Dos Hermanas y Quinto recibe el nombre de Entrenúcleos y por ella se desliza la avenida de las Universidades, de tres carriles en ambos sentidos, que está previsto que, para cuando toda la zona esté construida de viviendas y oficinas, se convierta en una gran avenida que una estos tres núcleos de población.

## Fiestas
Romería de Ntra. Señora de los Ángeles (segundo domingo de septiembre).
Romería del Rocío. Hermandad del Rocío de Montequinto, filial 126 de la Hermandad Matriz de Almonte. (Salida de la romería lunes anterior a Pentecostés).
Estación de penitencia de la Hermandad Humildad y Pilar (sábado de Pasión).

## Prensa
Quinto cuenta con dos medios escritos propios y una emisora de radio.
D-Radio Dos Hermanas  emite desde el año 2010 en el 99.1 del dial y en línea. Ofrece la cultura de la ciudad.
D-Magazine, con 10 000 ejemplares en papel de tirada mensual, permite consultar toda la actividad de ocio y entretenimiento.
Vivir en Montequinto Periódico Digital fundado en 2012, informa de todas las actividades socioculturales que se realizan en el barrio. 
En edición impresa, periódico El Quinto, que se reparte gratuitamente de forma quincenal desde hace más de 10 años. Filial del periódico local El Nazareno de Dos Hermanas, esta edición informa sobre las noticias exclusivas de Quinto. Tienen una tirada de 5.000 ejemplares que se reparten en negocios y sitios de interés.

## Demografía
Número de habitantes en los últimos años:
| Evolución demográfica de Quinto entre 2000 y 2022 |
| ------------------------------------------------- |
|                                                   |
| Fuente:INE                                        |
| Gráfica elaborada por: Wikipedia                  |